# C. Gerardo Perla
Gerardo Perla (San Salvador, 1976). Es un escritor salvadoreño. Autor de la novela titulada El sabor de lo heroico. Hizo su bachillerato en la Academia Británica Cuscatleca de Santa Tecla (El Salvador). Estudió jurisprudencia y ciencias sociales en la universidad José Matías Delgado y Comunicaciones en el mismo centro de estudios. Se desplazó al tiempo a París, Francia, a estudiar historia en la universidad de La Sorbona. Su actividad literaria se ha desarrollado fuera de su país natal salvo por una publicación en 1995 de un libro de cuentos y poemas de nombre Relatos del inconsciente que pasó prácticamente desapercibido y que publicada por la DPI (Dirección de Publicaciones e Impresos). Desde el año 2011 ha publicado, sin regularidad, relatos en las revistas literarias ociozero.com, Eucalíptica, Nagari Magazine, la revista francesa en castellano Resonancias.org y la chilena dosdisparos.com. En diciembre de 2012 se publica en España su primera novela: El sabor de lo heroico por la editorial (Editorial Alcalá Grupo), en el que narra de manera novelada el atroz y sobre todo impune magnicidio del presidente salvadoreño Manuel Enrique Araujo ocurrido en 1913. Además apareciendo Franz Kafka y Houdini como enigmáticos agentes secretos.

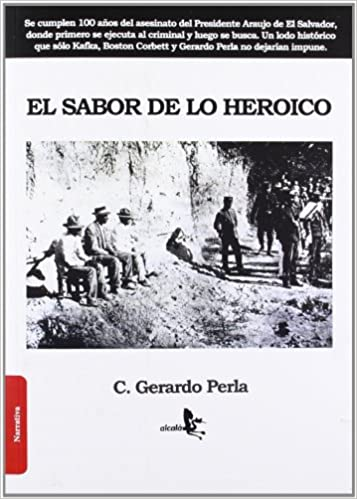
El sabor de lo heroico (portada edición príncipe, 2012).

## Obras publicadas
Relatos del inconsciente (cuentos y poemas), Editorial DPI, San Salvador (1995)
El sabor de lo heroico (novela), Alcalá Grupo Editorial, Alcalá la Real, España (2012), ISBN 978-8415009276